# Сурак
Сурак (перс. دهستان سورك‎) — сельский округ (дехестан) в районе (бахш) Лирдаф области (шахрестана) Джаск провинции (остана) Хормозган, Иран. По данным переписи 2006 года, его население составляло 5978 человек, насчитывалось в 2277 семей. В сельский округ входят 34 деревни.

## География и климат
Он расположен в южной части Ирана вдоль побережья Оманского залива. Регион характеризуется жарким пустынным климатом (классификация Кёппена BWh) с очень жарким летом, теплой зимой и минимальным количеством осадков. Средняя температура варьируется от 3°C зимой до 33°C летом, что делает регион подходящим для выращивания культур, устойчивых к засухе, таких как финиковые пальмы.

## Экономика
Сельское хозяйство является важной частью экономики Сурака, как и во всей провинции Хормозган. Учитывая жаркий пустынный климат, выращивание финиковых пальм играет ключевую роль в сельскохозяйственной деятельности округа. Хормозган является одним из основных регионов Ирана по производству фиников, которые используются как для внутреннего потребления, так и для экспорта.
Кроме того, округ Джаск, частью которого является Сурак, активно развивает экспорт сельскохозяйственной продукции через порт Джаск, включая охлаждённые продукты и строительные материалы. В последние годы порт Джаск демонстрирует устойчивый рост экспорта в Оман.
Округ Джаск, частью которого является Сурак, переживает значительные изменения благодаря крупным инфраструктурным проектам. В 2019 году было объявлено о строительстве нефтяного терминала Джаск, который является частью проекта стоимостью 1.8 миллиарда долларов США, включающего трубопровод Горэ-Джаск для транспортировки нефти из северных регионов Ирана. Терминал рассчитан на хранение 30 миллионов баррелей нефти и экспорт одного миллиона баррелей в день.
Кроме того, в январе 2025 года в Джаске была открыта новая иранская военно-морская база, укрепляющая военное присутствие Ирана в регионе Оманского залива. Эти проекты косвенно способствуют экономическому развитию Сурака, предоставляя рабочие места, улучшая транспортную инфраструктуру и стимулируя местные услуги.

## Население
По данным национальной переписи населения, население Сурака неуклонно растет. В 2006 году в округе проживало 5978 человек в 1362 домохозяйствах, в 2011 году — 6642 человека в 1674 домохозяйствах, а к 2016 году население достигло 7038 человек в 1921 домохозяйстве. Сурак включает 34 деревни, самой крупной из которых является Гухерт, где в 2016 году проживало 1025 человек.
В регионе проживает значительное число представителей белуджского народа, говорящих на белуджском языке. Религиозный состав разнообразен: большинство населения — шииты, однако присутствует и суннитское меньшинство.
| Год  | Население | Домохозяйства |
| ---- | --------- | ------------- |
| 2006 | 5978      | 1362          |
| 2011 | 6642      | 1674          |
| 2016 | 7038      | 1921          |

## Административные изменения
Сурак находится в районе Лирдаф, который был создан в рамках административных изменений в шахрестане Джаск. Ранее деревня Лирдаф была столицей Сурака, но после преобразования Лирдафа в город в 2016 году столицей округа стала деревня Седидж.